# Автопортрет (Пуссен, 1650)
«Автопортрет» (фр. Autoportrait) — портрет, котрий створив у 1650 році французький живописець Нікола Пуссен (1594—1665) по замові мецената Шантелу.

## Передісторія
Нікола Пуссен був добре влаштований в художнє життя Риму і не збирався повертатися у Францію. Він роками мешкав в папській столиці, знав мову і пошлюбився з італійкою. Власний автопортрет йому був ні до чого і він не створював його в ранні роки.
Але про те, що він француз за походженням, не забували як у Франції, так і багатії-французи, котрі мешкали в Римі. Серед них був і француз Шантелу, що був знайомцем і меценатом Пуссена.Багатий Шантелу і замовив художнику автопортрет, котрий волав переправити у Францію. Люди — тимчасові особи на землі і Шантелу, сучасник барокових трагедій, це добре усвідомлював, можливо, більше, ніж сам Пуссен.

## Опис твору
Пуссену було за п'ятдесят і він не був красенем. Акцент художник зробив не красі обличчя, якої не було, а на власній значущості. Тому він тверезо і точно відтворив зморшки на обличчі і лобі, нічого не приховав. Вони були чимось другорядним у порівнянні з піднесеною програмою твору.
Умова створити автопортрет ставила перед художником певні вимоги, обумовлені ідеями, котрими він керувався в творчості. Він навіть наважувався розробити теоретичне підґрунтя власних уяв про мистецтво і про його високе призначення. Він викладав ці постулати в приватних листах і під час спілкування з приятелями. Пуссен вже був ключовою фігурою в художньому житті Рима і його теоретичні декларації цікавили багатьох і їх занотовували. Ці нотатки збережені і стануть важливими естетичними документами доби.
В автопортреті 1650 року Пуссен і керувався власними настановами про високе призначення творчості художника і високе призначення мистецтва як такого. Це була вже не менш як його місія, його урочисте служіння мистецтву.
Вже перші глядачі роздивились в його автопортреті урочистість і розгорнуту програму його творчості. Літній, позбавлений класичної краси, він поставав перед глядачами уособленням митця, покликаного самим богом Аполлоном і котрому він ревно служить. Пуссен — в якомусь умовному одязі, постать — втілення спокою і величі. Хоча він не мав шляхетного походження і начебто не міг претендувати на значущість, монополізовану тоді аристократами. В руці художника книга, на котру він спирається, як тоді спирались на жезл в портретах тодішні полководці. На обличчі та ж значущість, що і в гордовитій, але стриманій позі. Обличчя відбивало напружену внутрішню роботу, ніякої легковажної посмішки. Адже було відомо, що Пуссен старанно розробляв спочатку ідею і тему майбутньої картини, потім малюнок композиції, і лише після цього розробляв саму картину. Ніякої метушні чи ознак екстазу, котрий так полюбляли в добу бароко. Пуссен служить мистецтву раціонально і виважено.
Програмним було і зображення картин за художником. Він подавав цим натяк на власну творчість, на те значуще і справжнє, що створив за життя. Пуссен як полководець, що солодко згадує про виграні перемоги.
Він міг би подати себе в автопортреті з пензлями і палітрою, як це робили сотні художників до нього. Пуссен відмовився від ремісничого реманенту, бо вони відволікали глядача від високих ідей, що йшли від Аполлона, від високої місії художника.
Звичайно, художник добре знав із власного досвіду, що існують і натхнення, і лихоманка творчого піднесення. Але французький раціоналізм, керівна теорія оголосила, що творець має керуватися виваженістю і розумом і підкоряти, стримувати власні почуття. В автопортреті Пуссен жорстко і наслідував цим настановам. Композиція була давно розроблена. В картині є лише виважений залишок. Помітний контраст між силуетом художника і його зачіскою (з низкою хвилястих ліній в них) та між штучним геометризмом картинних рам за фігурою Пуссена . Ніякого хаосу, ніякого натяку на артистичне безладдя. Кількість деталей обмежена, але їх вдосталь, щоби композиція відбивала ускладненість художнього середовища Пуссена. В автопортреті Пуссен, однак, відмовився від будь-яких сміливих барокових ракурсів чи барокового динамізму. В ньому була закодована класицистична формула, те, що споріднене з вічністю.
Автопортрет Пуссена 1650 року став помітним явищем в художній практиці. Його формула і схема привабила низку копіїстів. Серед них такі самостійні особистості, як Філіп де Шампень.